# Inwersja paracentryczna
Inwersja paracentryczna – inwersja chromosomowa, która, odwrotnie niż pericentryczna, nie obejmuje fragmentu zawierającego centromer. W czasie rekombinacji w pachytenie wytwarzają się zrekombinowana dicentryczna chromatyda zawierająca dwa centromery oraz fragment bez centromeru, który w anafazie I nie przechodzi do komórki. Dicenryczny fragment natomiast podlega rozerwaniu, co prowadzi do utworzenia się niekompletnych chromosomów.
Zapis ISCN dla przykładowej inwersji paracentrycznej chromosomu 2: 46,XX,inv(2)(q10q15)